# جين غريغوري
جين غريغوري (بالإنجليزية: Jane Gregory)‏ هي فارسة سباق بريطانية، ولدت في 30 يونيو 1959 في منطقة بروملي في المملكة المتحدة، وتوفيت في 1 أبريل 2011 بسبب نوبة قلبية.

## وصلات خارجية
- جين غريغوري على موقع أوليمبيديا (الإنجليزية)
- جين غريغوري على موقع اللجنة الأولمبية البريطانية (الإنجليزية)